# H.O. Lange (fabrikant)
 Der er flere personer med dette navn, se H.O. Lange.
Hans Ove Lange, kendt som H.O. Lange (født 1. maj 1877 i Kerteminde, død 7. januar 1961 i Holte) var en dansk fabrikant og generalkonsul.
H.O. Lange var søn af købmand P.B. Lange i Kerteminde (død 1909) og hustru Marie L (død 1914). Den 20. marts grundlagde han i Svendborg A/S Nordisk Fjerfabrik og var adm. direktør for samme samt formand for selskabets bestyrelse indtil sin død.
Lange anvendte overskuddet fra virksomheden til flere filantropiske foretagender. Således grundlagde han 1942 Nordisk Kollegium på Østerbro, hvor han blev formand for bestyrelsen. Kollegiet skulle være et hjem for nordiske, mandlige studerende under deres studietid. Han var medlem af foreningen Nordens Råd.
Lange var ejer af herregården Selchausdal pr. Ruds Vedby, formand for bestyrelsen for den Selchauske Stiftelse og medlem af bestyrelsen for de Selchauske Legater. Lange var tillige medlem af Industrirådet til 1953. Han var Kommandør af Dannebrog og Dannebrogsmand.
Han blev gift april 1936 med Kamma L. (død 1954), datter af musiker V. Arnø og hustru Olga Arnø.